# José Yalour
José Yalour (Ciudad de Córdoba, 13 de febrero de 1889 - Santa Fe, Argentina 26 de diciembre de 1952) fue el 11.º gobernador de la Provincia de Formosa.

## Biografía
José Yalour nació en la Ciudad de Córdoba, en 1889. Cursó su estudios en Buenos Aires, y en 1907 se enroló a la marina de guerra.

### Carrera naval
Hacia el año 1913 fue trasladado a Formosa donde conoció al Dr. Juan José Silva, quien en ese momento tenía el cargo de gobernador, y en 1915 el Dr. Silva nombró coronel a Yalour.
En 1917 volvió a Buenos Aires, donde fue ascendido a capitán de navío. En 1920 se fue a vivir a Europa, y en 1923 volvió a la Argentina donde fue enviado por el gobierno central a Formosa donde fue nombrado gobernador. En 1925 fue nombrado Gobernador el coronel Luis Chauosiño, quien fue su sucesor.
En 1928 se retiró de la vida política y militar.
En 1930 con el golpe de Estado se exilió nuevamente en Europa. en 1947 con el gobierno de Perón, Yalour regresó a la Argentina, donde falleció en 1952, a los 63 años.
- Datos: Q5946131